# Фиор ди лате
Фиòр ди лàте (на италиански: Fior di latte) или просто моцарèла (на италиански: Mozzarella), или моцарела от краве мляко (на италиански: Mozzarella di latte vaccino) е прясно сирене или млечен продукт, произведен от пълномаслено краве мляко, приготвено посредством изтегляне на сиренова маса и получено по техника почти идентична с тази на биволската моцарела от Кампания, с която се не трябва да се бърка. 
Произвежда се в цяла Италия и от векове в Централна и Южна Италия. Някои учени смятат, че идва от регион Кампания.  Произходът му е много древен и се намира между Пулия и Кампания; въпросът за истинското първенство на произхода все още остава спорен. През 1996 г. е сертифициран като храна с традиционно специфичен характер.

## Видове и употреби
Има сферична или кубична форма, което дава добив от 14-15%. Този вид сирене се консумира доста прясно, тоест не по-късно от три дни след производството. Заедно с доматите то е основна съставка на пицата. Има различни видове: трапезна и за пица, което е признато от правна норма: моцарелата за пица трябва да съдържа по-малко вода и мазнини, т.е. 15-20%, а трапезната – 20-25%.
Фиор ди лате е идеално за готвене и за пълнене, по-специално за приготвяне на пълнежа на традиционното италиански предястие „Моцарела ин кароца“. Моцарелата е призната като храна с традиционно специфичен характер (на итал. STG) на регионите Кампания, Базиликата, Калабрия, Пулия, Молизе, Сицилия и Лацио. Като такава тя е официално включен в списъка на Традиционните италиански хранително-вкусови продукти (PAT) на Министерството на земеделието, храните и горите.
Т. нар. „нодино“ от моцарела, т.е. тестото за моцарела с възли, идва от Джоя дел Коле – град в провинция Бари. През годините моцарела „Джоя дел Коле“ получава многобройни национални и международни награди, а през 2018 г. получава и защитено наименование за произход (на итал. DOP), създавайки разликата между моцарелата от краве мляко от Кампания и и тази от Пулия. Моцарелата от Пулия се различава от тази от Кампания по вкуса, историята и обработката. Фиор ди Лате от Вало ди Даяно, Соренто, Аджерола, Агро ночерино-санремезе и Монти Латари е произведена с мляко от тамошна порода крави, отглеждани според традицията.
В Лацио и Кампания Фиор ди лате се произвежда предимно незанаятчийски. Това се вижда от липсата на характерния белег на моцарелата, която след изтеглянето на сиреновата маса се отрязва, докато е гореща.